# セントラル駅 (シドニー)

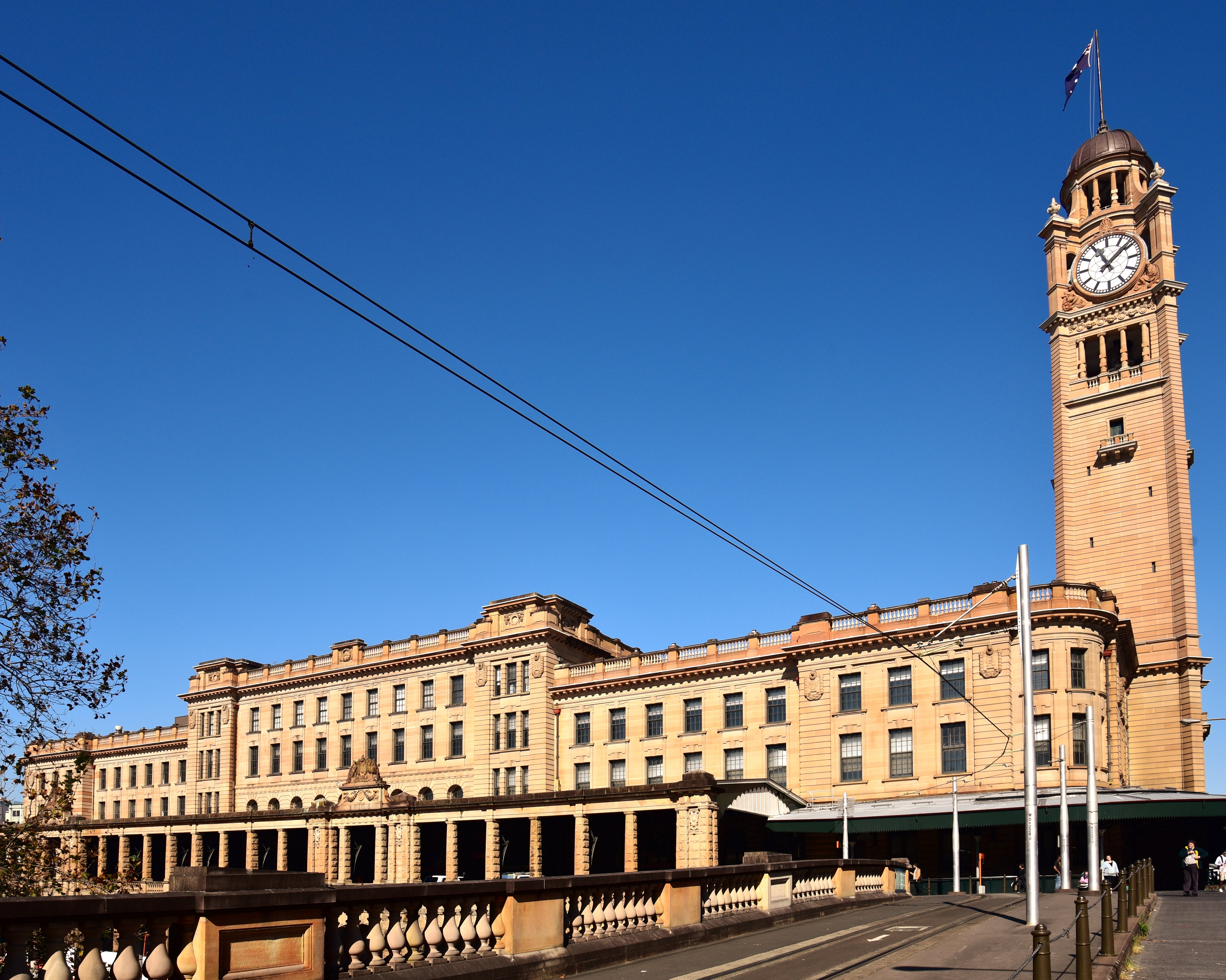
駅舎の正面

セントラル駅（英: Central railway station）はオーストラリアのニューサウスウェールズ州、シドニーにある鉄道駅である。駅の規模と乗降客数は、州内で最大である。

## 概要
セントラル駅はシドニー中心業務地区の南にあるヘイマーケット地区に位置しており、ニューサウスウェールズ州鉄道公社により管理されている。シドニーの鉄道網の中心であり、シドニー・トレインズ（近郊電車）とトレインリンク（長距離列車）が使用している。近郊電車は通過式プラットフォームに、長距離列車は頭端式プラットフォームに発着する。

## 歴史

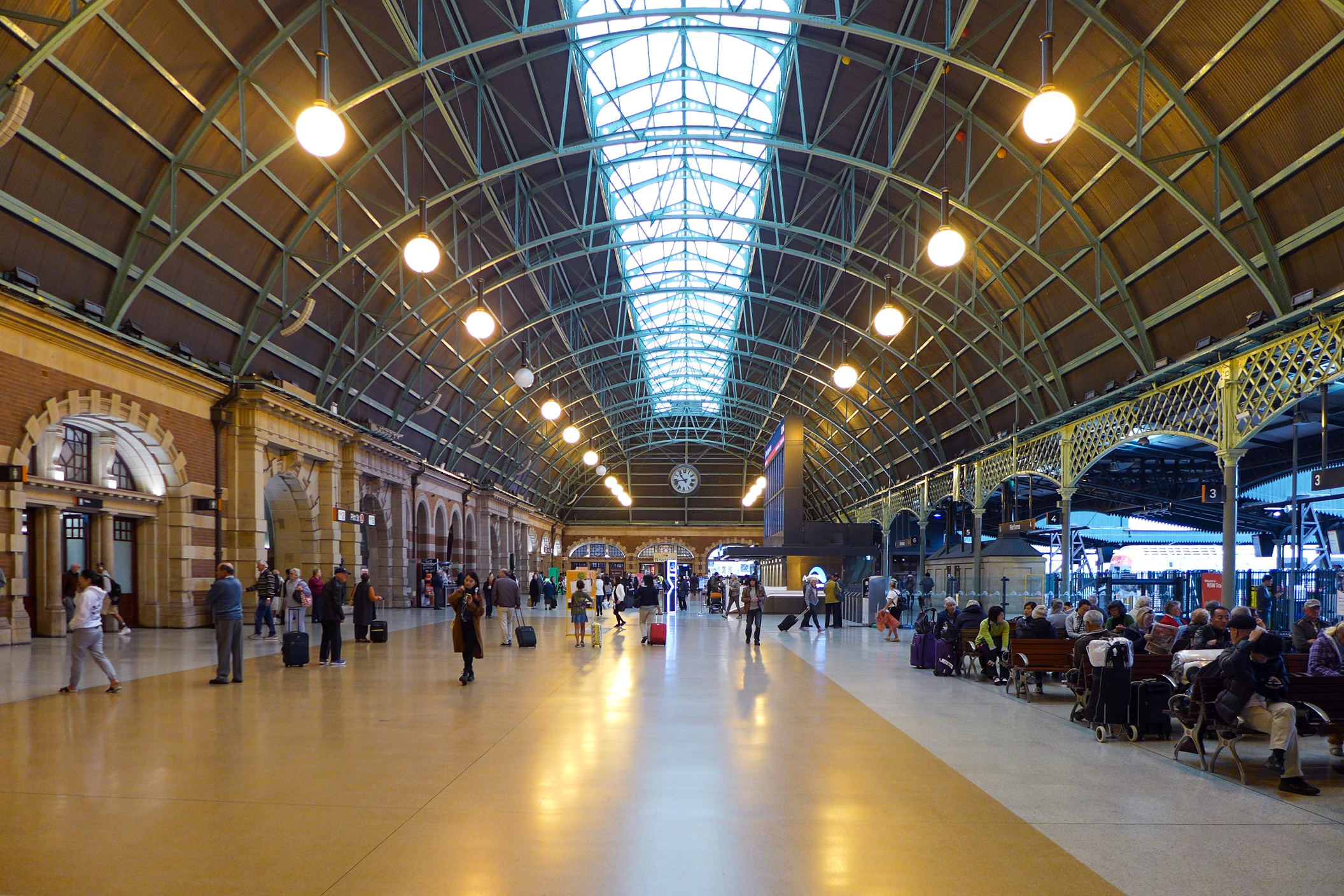
コンコース

セントラル駅の前身となるシドニー駅は1855年に開業した。シドニーの西方25㎞にあるパラマタに通じる鉄道の始発駅として建設された。位置は現在より数百メートル南であった。この駅はシドニーの中心市街地に恒久的な駅を作るまでの暫定施設であったため、駅舎やプラットフォームは木造であった。1874年、支線も増えて利用者が増加したため、レンガ造の駅舎に建て替えられ、プラットフォームも増設された。
その後、中心市街地への延伸は困難と分かった。このため数百メートル北の墓地を新ターミナル駅の建設地に選定した。墓の移転作業が終わった1901年に建設工事が始まり、1906年に完成した。駅舎はフレンチ・ルネサンス様式の建物で、地元で産出したサンドストーンがふんだんに使われた。駅舎の西側に時計塔があり、正面に路面電車乗り場を配置した。
1920年代に入ると駅の設備はシドニーの増え続ける人口に対応できなくなってきた。このため長年の懸案であった中心市街地への鉄道の延伸が計画された。駅の東側に4面8線の通過式プラットフォームが増設され、線路が北に向かって延伸された。用地の買収の必要のない地下方式が採用された。セント・ジェイムズ駅やタウンホール駅などいくつかの地下駅が建設された。